# Palpomyia puberula
Palpomyia puberula är en tvåvingeart som beskrevs av Remm 1976. Palpomyia puberula ingår i släktet Palpomyia och familjen svidknott. Inga underarter finns listade i Catalogue of Life.